# 弗诺群岛

弗诺群岛

弗诺群岛是澳大利亚的一个群岛，位于巴斯海峡东端，塔斯马尼亚岛东北方，包含52个岛屿。该群岛得名于英国航海家托拜厄斯·弗诺。该群岛最大岛屿为費蓮達島，其余较大的岛屿有巴倫角島、克拉克岛。该群岛总面积2，670平方公里。群岛上有锡矿。